# تودارک
تودارک، روستایی است از توابع بخش مرکزی شهرستان تنکابن در استان مازندران ایران.

## جمعیت
این روستا در دهستان گلیجان قرار دارد و براساس سرشماری مرکز آمار ایران در سال 1395، جمعیت آن 182 نفر (62 خانوار) بوده‌است.